# تسلل (موسيقى)

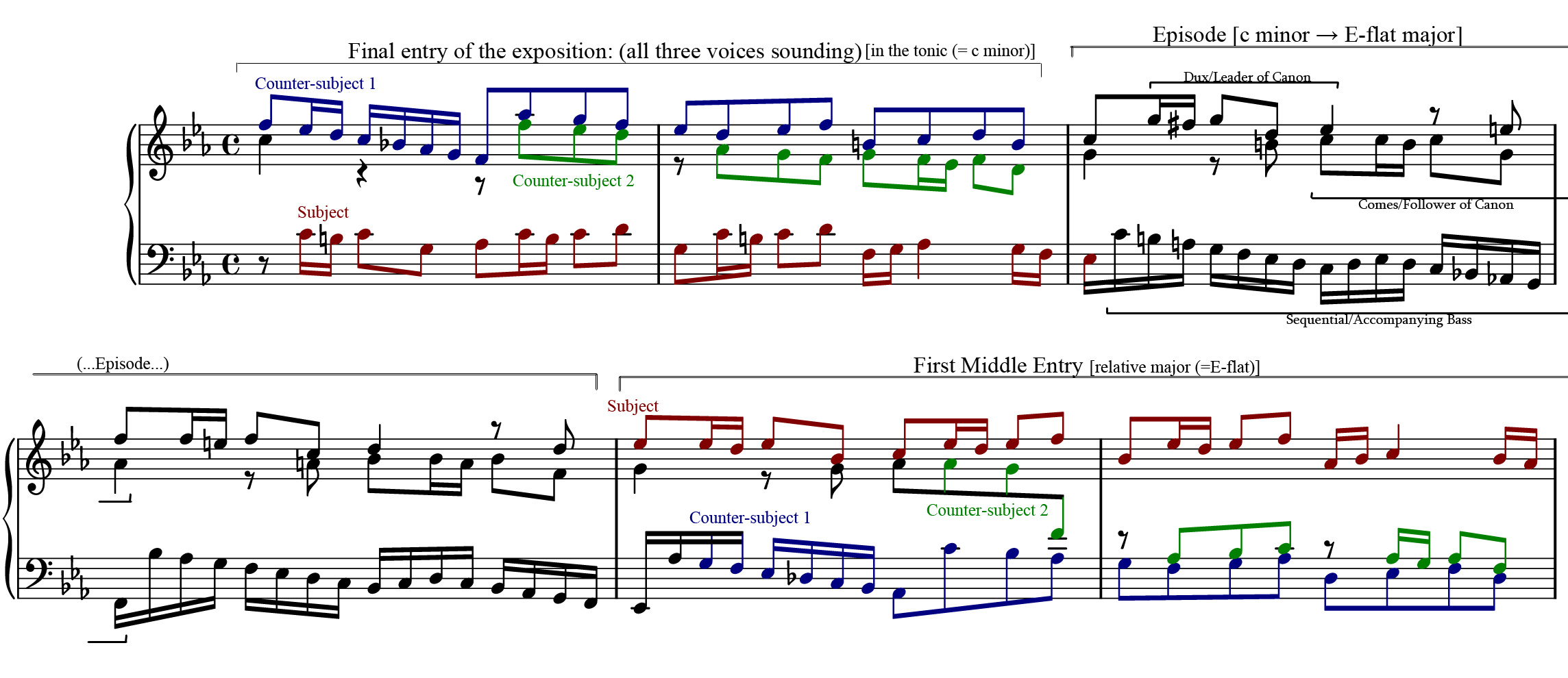
تسلل في سلم موسيقي

التسلل (باللاتينية: fuga، نقحرة: فوغا) هو صنف من التآليف الموسيقية الغربية. يعطي الانطباع للمستمع بمشهد تسلل ومطاردة عن طريق الدخول المتتالي والمتعاقب للأصوات وتكرار نفس المقطع، ويضم هذا الأخير ثلاثة أجزاء هي: العرض، التطوير، و«ستريتي» (strette).